# Kuvsinovói járás

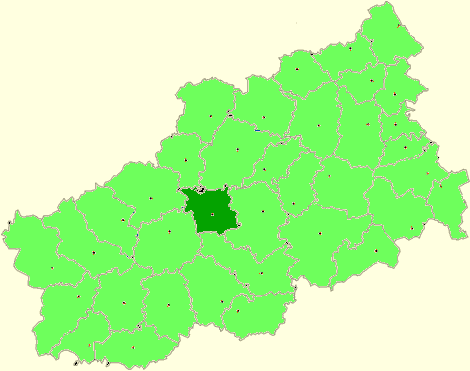
A Kuvsinovói járás a Tveri területen

A Kuvsinovói járás (oroszul Кувшиновский район) Oroszország egyik járása a Tveri területen. Székhelye Kuvsinovo.

## Népesség
- 1989-ben 20 601 lakosa volt.
- 2002-ben 17 847 lakosa volt.
- 2010-ben 15 386 lakosa volt, melyből 14 448 orosz, 173 ukrán, 104 örmény, 83 azeri, 77 üzbég, 62 tatár, 51 fehérorosz, 50 tadzsik, 46 moldáv, 41 csuvas, 18 német, 10 ingus stb.